# Expeditie Robinson 2012
Expeditie Robinson 2012 was het dertiende reguliere seizoen van Expeditie Robinson, een show waarin deelnemers moeten overleven op een onbewoond eiland en tegen elkaar strijden om de overwinning. Het programma wordt in zowel Nederland als Vlaanderen uitgezonden. Net zoals in de voorgaande twee seizoenen waren de expeditieleden opnieuw bekende Nederlanders en Vlamingen. De presentatoren waren Evi Hanssen en Dennis Weening. Weening debuteerde als presentator, voor Hanssen was dit het zevende seizoen. De Nederlanders die aan de expeditie begonnen, waren Willie Wartaal, Tess Milne, Fatima Moreira de Melo, Ruud Feltkamp, Paul Turner, Fajah Lourens, Peggy Vrijens en Lodewijk Hoekstra. De Vlaamse expeditieleden waren Aagje Vanwalleghem, Gene Thomas, Zoë Van Gastel, Min Hee Bervoets, Joke van de Velde, Matthias De Meulder, Christophe De Meulder en Olivier Bisback. De opnames waren van 29 mei tot 10 juli 2012.
In dit seizoen werd weer uitgeweken naar Maleisië. Er was een strand-kamp en een mangrove-kamp. Verliezers van de eliminatieproef moesten naar het mangrove-kamp. Net als in het voorgaande seizoen seizoen, Expeditie Robinson 2011, was er vóór de samensmelting nog een kans om terug te komen, voor de weggestemde deelnemers. In 2011 moesten alle afvallers voor die samensmelting in een grot verblijven, maar in dit seizoen werd er steeds een duel gespeeld. De winnaar ging nog een ronde door en de verliezer moest op het vliegtuig naar België of Nederland. De winnaar van het duel verbleef altijd in het mangrove-kamp.

## Expeditieleden
In het seizoen van 2012 deden de volgende kandidaten mee:
| Naam                   | Beroep                          | Kamp         | Resultaat |
| ---------------------- | ------------------------------- | ------------ | --------- |
| Fatima Moreira de Melo | pokerspeelster en ex-hockeyster | Zuid         | Winnares  |
| Fajah Lourens          | actrice                         | Noord        | Runner up |
| Christophe de Meulder  | pokerspeler                     | Zuid         | Runner up |
| Peggy Vrijens          | actrice                         | Zuid         | Runner up |
| Gene Thomas            | zanger en presentator           | Noord        | 5e        |
| Joke van de Velde      | ex-Miss België en model         | Noord        | 6e        |
| Min Hee Bervoets       | choreografe                     | Zuid / Noord | 7e        |
| Ruud Feltkamp          | acteur                          | Noord        | 8e        |
| Paul Turner            | zanger                          | Zuid / Noord | 9e        |
| Matthias de Meulder    | pokerspeler                     | Zuid         | 10e       |
| Tess Milne             | presentatrice                   | Noord / Zuid | 11e       |
| Lodewijk Hoekstra      | tuinman en presentator          | Zuid         | 12e       |
| Zoë van Gastel         | model en presentatrice          | Zuid / Noord | 13e       |
| Aagje Vanwalleghem     | ex-turnster                     | Zuid         | 14e       |
| Olivier Bisback        | stuntman                        | Noord        | 15e       |
| Willie Wartaal         | muzikant                        | Noord        | 16e       |

## Kijkcijfers Nederland
| Afleveringen  | Datum        | Kijkcijfers | KDH | Plek |
| ------------- | ------------ | ----------- | --- | ---- |
| De kandidaten | 30 augustus  | 830.000     | 5,4 | 14   |
| Aflevering 1  | 6 september  | 1.037.000   | 6,8 | 7    |
| Aflevering 2  | 13 september | 1.086.000   | 7,1 | 8    |
| Aflevering 3  | 20 september | 980.000     | 6,4 | 7    |
| Aflevering 4  | 27 september | 1.006.000   | 6,6 | 8    |
| Aflevering 5  | 4 oktober    | 1.062.000   | 6,9 | 5    |
| Aflevering 6  | 11 oktober   | 1.097.000   | 7,2 | 7    |
| Aflevering 7  | 18 oktober   | 1.020.000   | 6,7 | 8    |
| Aflevering 8  | 25 oktober   | 1.038.000   | 6,8 | 6    |
| Aflevering 9  | 1 november   | 1.036.000   | 6,8 | 14   |
| Aflevering 10 | 8 november   | 1.221.000   | 8,0 | 5    |
| Aflevering 11 | 15 november  | 1.078.000   | 7,0 | 10   |
| Aflevering 12 | 22 november  | 1.163.000   | 7,6 | 6    |
| Aflevering 13 | 29 november  | 1.039.000   | 6,8 | 11   |
| Aflevering 14 | 6 december   | 1.166.000   | 7,6 | 8    |
| Aflevering 15 | 13 december  | 1.274.000   | 8,3 | 5    |
| De Finale     | 20 december  | 1.337.000   | 8,7 | 5    |